# Ruder-Weltmeisterschaften 1997
Die Ruder-Weltmeisterschaften 1997 wurden vom 31. August bis 7. September 1997 auf dem Lac d’Aiguebelette nahe der Stadt Chambéry, Frankreich unter dem Regelwerk des Weltruderverbandes (FISA) ausgetragen. In 24 Bootsklassen wurden dabei Ruder-Weltmeister ermittelt.

## Ergebnisse
Hier sind die Medaillengewinner aus den A-Finals aufgelistet. Diese waren mit sechs Booten besetzt, die sich über Vor- und Hoffnungsläufe sowie Halbfinals für das Finale qualifizieren mussten. Die Streckenlänge betrug in allen Läufen 2000 Meter.

### Männer
| Bootsklasse                                  | Gold | Gold    | Silber | Silber  | Bronze | Bronze  |
| -------------------------------------------- | --- | ------- | --- | ------- | --- | ------- |
| Einer (M1x)                                  | Vereinigte Staaten James Koven | 6:44,86 | Deutschland André Willms | 6:47,49 | Vereinigtes Königreich Greg Searle | 6:47,57 |
| Leichtgewichts-Einer (LM1x)                  | Dänemark Karsten Nielsen | 6:57,16 | Schweiz Michael Bänninger | 6:59,62 | Tschechien Tomas Kacovsky | 7:00,92 |
| Doppelzweier (M2x)                           | Deutschland Andreas Hajek Stephan Volkert | 6:13,35 | Norwegen Steffen Størseth Kjetil Undset | 6:14,98 | Australien Duncan Free Marcus Free | 6:16,05 |
| Leichtgewichts-Doppelzweier (LM2x)           | Polen Tomasz Kucharski Robert Sycz | 6:14,57 | Italien Michelangelo Crispi Leonardo Pettinari                                                                                                   | 6:15,98 | Deutschland Ingo Euler Bernhard Rühling | 6:18,38 |
| Doppelvierer (M4x)                           | Italien Agostino Abbagnale Giovanni Calabrese Alessandro Corona Rossano Galtarossa                                                                                | 5:42,50 | Deutschland Jens Burow Marco Geisler Marcel Hacker Stefan Roehnert                                                                               | 5:45,88 | Ukraine Oleh Lykow Oleksandr Martschenko Leonid Schaposchnykow Oleksandr Saskalko                                                              | 5:46,11 |
| Leichtgewichts-Doppelvierer (LM4x)           | Italien Stefano Basalini Paolo Pittino Franco Sancassani Massimo Guglielmi                                                                                        | 5:50,68 | Deutschland Markus Baumann Oliver Ibielski Alexander Lutz Frank Mager                                                                            | 5:52,90 | Irland John Armstrong Neal Byrne Brendan Dolan Emmet O’Brien                                                                                   | 5:55,04 |
| Zweier ohne Steuermann (M2-)                 | Frankreich Michel Andrieux Jean-Christophe Rolland | 6:27,69 | Italien Lorenzo Carboncini Mattia Trombetta | 6:31,51 | Vereinigte Staaten Adam Holland Ted Murphy | 6:32,10 |
| Leichtgewichts-Zweier ohne Steuermann (LM2-) | Schweiz Mathias Binder Beni Schmidt | 6:32,81 | Irland Neville Maxwell Tony O’Connor | 6:33,51 | Dänemark Jeppe Jensen Kollat Jacob Nielsen | 5:34,11 |
| Zweier mit Steuermann (M2+)                  | Vereinigte Staaten Nicholas Anderson Scott Fentress Jordan Irving (Stm.)                                                                                          | 6:56,30 | Australien David Cameron Nick McDonald-Crowley David Colvin (Stm.)                                                                               | 6:56,36 | Griechenland Georgios Fotou Konstantinos Kariotis Lampros Rizos (Stm.)                                                                         | 6:57,62 |
| Vierer ohne Steuermann (M4-)                 | Vereinigtes Königreich James Cracknell Timothy Foster Matthew Pinsent Steve Redgrave                                                                              | 5:52,40 | Frankreich Gilles Bosquet Daniel Fauché Olivier Moncelet Bertrand Vecten                                                                         | 5:56,34 | Rumänien Dorin Alupei Claudiu Marin Cornel Nemțoc Florian Tudor                                                                                | 5:57,10 |
| Leichtgewichts-Vierer ohne Steuermann (LM4-) | Dänemark Eskild Ebbesen Thomas Ebert Victor Feddersen Thomas Poulsen                                                                                              | 5:54,35 | Frankreich Xavier Dorfman Yves Hocdé Frederic Pinon Laurent Porchier                                                                             | 5:54,91 | Deutschland Roland Händle Jan Herzog Marcus Mielke Martin Weis                                                                                 | 5:57,87 |
| Vierer mit Steuermann (M4+)                  | Frankreich Antoine Béghin Vincent Maliszewski Bernard Roche Laurent Béghin Christophe Lattaignant (Stm.)                                                          | 6:04,17 | Italien Giuliano De Stabile Rosario Gioia Francesco Mattei Mario Palmisano Gaetano Iannuzzi (Stm.)                                               | 6:05,98 | Vereinigtes Königreich Ed Coode Mark Johnson Garry McAdams Steve Trapmore David Chung (Stm.)                                                   | 6:09,80 |
| Achter (M8+)                                 | Vereinigte Staaten Christian Ahrens Sebastian Bea Philip Henry Robert Kaehler Garrett Miller Timothy Richter Michael Wherley Robert Cummins Pete Cipollone (Stm.) | 5:27,20 | Rumänien Valentin Robu Florin Corbeanu Viorel Talapan Florian Tudor Claudiu Marin Andrei Bănică Cornel Nemțoc Dorin Alupei Marin Gheorghe (Stm.) | 5:27,76 | Australien Daniel Burke Drew Ginn Alastair Gordon David Porzig Geoffrey Stewart James Stewart Robert Walker Richard Wearne David Colvin (Stm.) | 5:28,14 |
| Leichtgewichts-Achter (LM8+)                 | Australien Darren Balmforth Jon Berney Simon Burgess Alastair Isherwood Robert Mitchell Robert Richards Michael Wiseman Tim Wright Brett Hayman (Stm.)            | 5:40,00 | Vereinigtes Königreich Phil Baker James Brown Jim Hartland Alex Henshilwood Jason Keys Dave Lemon Jim McNiven Ben Webb John Deakin (Stm.)        | 5:40,03 | Kanada Jon Beare Chris Davidson Jeffrey Lay Graham McLaren Anthony Shearing Ben Storey Bryan Thompson Edward Winchester Chris Taylor (Stm.)    | 5:40,91 |

### Frauen
| Bootsklasse                                  | Gold | Gold    | Silber | Silber  | Bronze | Bronze  |
| -------------------------------------------- | --- | ------- | --- | ------- | --- | ------- |
| Einer (W1x)                                  | Belarus Kazjaryna Karsten | 7:29,30 | Dänemark Trine Hansen | 7:30,73 | Schweden Maria Brandin | 7:31,39 |
| Leichtgewichts-Einer (LW1x)                  | Vereinigte Staaten Sarah Garner | 7:38,39 | Frankreich Bénédicte Dorfman-Luzuy | 7:42,48 | Schweden Kristina Knejp Christensson | 7:46,98 |
| Doppelzweier (W2x)                           | Deutschland Kathrin Boron Meike Evers | 6:51,07 | Vereinigtes Königreich Miriam Batten Gillian Lindsay | 6:52,56 | Rumänien Liliana Gafencu Viorica Susanu | 6:52,63 |
| Leichtgewichts-Doppelzweier (LW2x)           | Deutschland Angelika Brand Michelle Darvill | 7:00,93 | Dänemark Lene Andersson Anna Helleberg | 7:01,77 | Rumänien Angela Alupei Camelia Macoviciuc | 7:03,86 |
| Doppelvierer (W4x)                           | Deutschland Kathrin Boron Kerstin Köppen Manuela Lutze Jana Thieme                                                                                     | 6:16,15 | Dänemark Ulla Hansen Werner Sarah Lauritzen Dorthe Pedersen Stinne Petersen Algreen                                                                            | 6:19,35 | Ukraine Inna Frolowa Switlana Masij Dina Miftachutdynowa Olena Ronschyna                                                                                       | 6:20,16 |
| Leichtgewichts-Doppelvierer (LW4x)           | Deutschland Christiane Brand Nicole Faust Christine Morawitz Gunda Reimers                                                                             | 6:36,63 | Kanada Nathalie Benzing Brie Ellard Renata Troc Samara Walbohm                                                                                                 | 6:37,16 | Niederlande Hedi Poot Brechtje van Eijck Sigrid Winkelhuis Floortje van Eijck                                                                                  | 6:39,38 |
| Zweier ohne Steuerfrau (W2-)                 | Kanada Alison Korn Emma Robinson | 7:08,09 | Rumänien Veronica Cochela Georgeta Andrunache | 7:14,77 | Russland Albina Ligatschowa Wera Potschitajewa | 7:17,10 |
| Leichtgewichts-Zweier ohne Steuerfrau (LW2-) | Australien Eliza Blair Justine Joyce | 7:18,32 | Vereinigte Staaten Michelle Borkhuis Linda Muri | 7:20,34 | Vereinigtes Königreich Caroline Hobson Malindi Myers | 7:23,97 |
| Vierer ohne Steuerfrau (W4-)                 | Vereinigtes Königreich Alex Beever Lisa Eyre Elizabeth Henshilwood Sue Walker                                                                          | 6:40,30 | Rumänien Doina Ignat Ioana Olteanu Doina Spîrcu Anca Tănase | 6:41,13 | Deutschland Anna Coenen Pia Coenen Kristina Erbe Elke Hipler                                                                                                   | 6:45,70 |
| Achter (W8+)                                 | Rumänien Georgeta Andrunache Viorica Susanu Ioana Olteanu Angela Cazac Liliana Gafencu Veronica Cochela Doina Ignat Anca Tănase Elena Georgescu (Stf.) | 6:02,40 | Kanada Buffy-Lynne Williams Laryssa Biesenthal Jessica Gonin Alison Korn Emma Robinson Dorota Urbaniak Kristen Wall Kubet Weston Lesley Thompson-Willie (Stf.) | 6:07,18 | Vereinigtes Königreich Alex Beever Lisa Eyre Katherine Grainger Elizabeth Henshilwood Elise Laverick Sue Walker Rachel Woolf Francesca Zino Suzie Ellis (Stf.) | 6:10,00 |

## Medaillenspiegel
| Platz | Land                   | Gold | Silber | Bronze | Gesamt |
| ----- | ---------------------- | ---- | ------ | ------ | ------ |
| 1     | Deutschland            | 5    | 3      | 3      | 11     |
| 2     | Vereinigte Staaten     | 4    | 1      | 1      | 6      |
| 3     | Dänemark               | 2    | 3      | 1      | 6      |
| 4     | Frankreich             | 2    | 3      |        | 5      |
| 4     | Italien                | 2    | 3      |        | 5      |
| 6     | Vereinigtes Königreich | 2    | 2      | 4      | 8      |
| 7     | Australien             | 2    | 1      | 2      | 5      |
| 8     | Rumänien               | 1    | 3      | 3      | 7      |
| 9     | Kanada                 | 1    | 2      | 1      | 4      |
| 10    | Schweiz                | 1    | 1      |        | 2      |
| 11    | Belarus                | 1    |        |        | 1      |
| 11    | Polen                  | 1    |        |        | 1      |
| 13    | Irland                 |      | 1      | 1      | 2      |
| 14    | Norwegen               |      | 1      |        | 1      |
| 15    | Schweden               |      |        | 2      | 2      |
| 15    | Ukraine                |      |        | 2      | 2      |
| 17    | Tschechien             |      |        | 1      | 1      |
| 17    | Griechenland           |      |        | 1      | 1      |
| 17    | Niederlande            |      |        | 1      | 1      |
| 17    | Russland               |      |        | 1      | 1      |
| Summe | Summe                  | 24   | 24     | 24     | 72     |